# Asymilacja narodowa
Asymilacja narodowa – rodzaj asymilacji kulturowej, proces psychiczny, w rezultacie którego dana jednostka lub grupa jednostek staje się członkiem obcej sobie przedtem wspólnoty narodowej.
Według Romana Rybarskiego proces ten zasadza się na dwóch rodzajach zmian:
- jednostka lub grupa asymilująca się przyswaja sobie cechy grupy, która ją wchłania: jej język, obyczaje, sposób życia, często również wygląd zewnętrzny. Upodabnia się, świadomie czy nieświadomie, do otoczenia
- jednostka lub grupa przenika ideałami i uczuciami asymilującego ją narodu. Wchłania w siebie jego tradycje, jego wierzenia, jego przywiązania i nienawiści, czuje się związana z narodem asymilującym

W okresie międzywojennym w Polsce prawica (głównie Narodowa Demokracja) opowiadała się za właśnie tym typem asymilacji części mniejszości narodowych (Białorusinów, Ukraińców).

## Literatura
- Ryszard Torzecki - "Kwestia ukraińska w Polsce w latach 1923-1929", Kraków 1989, Wyd. Wydawnictwo Literackie, ISBN 83-08-01977-3